# スクラウプのキノリン合成
スクラウプのキノリン合成（—ごうせい、Skraup quinoline synthesis）とは、アニリンとα,β-不飽和カルボニル化合物の合成等価体からキノリンを合成する化学反応のことである。この方法は1880年にズデンコ・ハンス・スクラウプによって初めて報告された。
原報の方法ではアニリンとグリセリンとニトロベンゼンから硫酸存在下にキノリンを合成している。反応機構は以下のようなものと推定されている。まずグリセリンが酸により脱水しアクロレインが生成する。このアクロレインに対し、アニリンがマイケル付加してβ-アミノアルデヒドが生成する。次にカルボニル基への分子内フリーデル・クラフツ反応、続いて脱水が起こり1,2-ジヒドロキノリンとなる。最後にニトロベンゼンが酸化剤として働いて脱水素反応が起こり、キノリンが生成する。
機構から分かるように、この反応に本質的に必要なのはα,β-不飽和カルボニル化合物と脱水素を行なう酸化剤、それから触媒の酸であり、反応条件には多くのバリエーションが存在する。α,β-不飽和カルボニル化合物の前駆体としてはグリセリンのようなポリアルコールの他、アセタールやジェミナルジアセテートなどが使用される。
また、系内でアルデヒドやケトン、またはその等価体からアルドール縮合によりα,β-不飽和カルボニル化合物を調製する方法もあり、これはデーブナー・フォンミラーの変法 (Döbner-von Miller variation) と呼ばれる。また、酸化剤と酸触媒を兼用する反応剤として3-ニトロベンゼンスルホン酸、またはニトロベンゼンと発煙硫酸の反応混合物（Sulfomixと呼ばれている）が広く使用される。
酸化剤として五酸化二ヒ素を使用する方法も知られている。また、酸化剤を用いる代わりにN-フェニルスルホンアミドをアニリンの代わりに使用する方法もある。この場合には生成した1,2-ジヒドロキノリンスルホンアミドを強塩基で処理すると酸化的な脱離反応が起こってキノリンが得られる。
この方法は5位または7位に置換基を持つキノリンの合成には不向きである。この場合メタ位置換アニリンが出発原料となるが、多くの場合フリーデル・クラフツ反応が位置選択性に乏しいため、生成物は5位置換体と7位置換体の混合物となってしまう。5位または7位に置換基を持つキノリンの合成には、キノリン合成後に芳香族求電子置換反応などを施すのが望ましい。